# 손해율
손해율(損害率)은 금융적 문맥에서 사용되는 이익 대비 손해 비율이다. 이와 반대되는 용어로는 이익률(이윤폭)이라고 한다.

## 보험 손해율
보험손해율은 보험회사가 받은 보험료 가운데 사고가 발생했을 때 피해자에게 지급한 보험금의 비율이다. 보험료는 앞으로 발생할 손해액을 예상하여 결정하므로 다른 생산 제조물의 원가와는 달리 사후에 손해율(손해액)이 결정된다. 자동차보험 손해율은 보험 회사의 영업수지를 결정하는 대표적인 것으로, 예정 손해율보다 실제 손해율이 높게 나타나면 적자를 보게 되며, 실제 손해율이 낮게 나타나면 흑자를 기록하게 된다.

## 은행업
은행업에서 손해율은 총 부채 중 회복 불가능한 부채의 총량이다. 이를테면 $100 대출금 중 $90만 갚았다면 은행은 10%의 손해율을 떠앉는다는 의미이다.